# Marija Maravillas od Isusa
Marija de las Maravillas Pidal y Chico de Guzman (Madrid, 4. studenog 1891. – Madrid, 11. prosinca 1974.), karmelićanka i katolička svetica. 

## Životopis
Plemenitog je podrijetla, a baki s majčine strane najviše zahvaljuje odgoj svog najranijeg djetinjstva. Ušla je u Karmel El Escorial (Madrid) 1920. i položila zavjete sljedeće godine. Pod nadahnućem da ustanovi Karmel u zemljopisnom srcu Španjolske, El Cerro de los Angelesu, postaje imenovana prvom prioricom novoutemeljenog samostana tamo 1926. Kako su zvanja navirala tako je osnovala još jedan samostan u Indiji 1933.
Zbog građanskog rata u Španjolskoj sestre su morale napustiti samostan u El Cerru, koji je potom bio potpuno razrušen. Vratile su se pod vodstvom Majke Maravillas 1939. i ponovno ga obnovile i u sljedećih dvadesetak godina osnovale još osam samostana. U pretposljednje osnovanom 1961., La Aldehuela (Madrid), ostala je živjeti do svoje smrti 11. prosinca 1974. godine.
U tih svojih posljednjih četrnaest godina i dalje je nastavila iz klauzure voditi brigu oko potreba sviju samostana koje je osnovala, ali i izvela i veliki društveni projekt izgradnje stambenog bloka s dvjestotinjak stanova za najpotrebnije. Sama se pobrinula i za izgradnju jedne crkve i škole. Novčano je pomagala istaknutije sjemeništarce podržavajući ih na njihovom putu prema svećeništvu, utemeljila zakladu za njegu bolesnih redovnica, kupila kuću u Madridu za karmelićanke koje su zbog potreba liječenja morale boraviti više dana u Madridu, i poduprla Institut Claune u izgradnji bolnice za klauzurne sestre. U inicijativi i izvedbi ovih projekata, koje je običavala započeti bez novčanih sredstava, pouzdavala se iznad svega u providnost Božju, koja ju nikad nije iznevjerila.

## Djela
- Zrake svjetlosti i ljubavi (Ráfagas de luz y amor, 1981.), misli[1]

## Štovanje
Papa Ivan Pavao II. proglasio ju je blaženom 10. svibnja 1998., a svetom 4. svibnja 2003. Njen spomendan se slavi 11. prosinca.

## Vanjske poveznice
Mrežna mjesta
- Santa Maravillas de Jesús, službeno mrežno mjesto (šp.)
- Zaklada Sveta Maravillas od Isusa, službeno mrežno mjesto
- Devetnica u čast svete Maravillas od Isusa, zakladasvetamaravillasodisusa.hr
- Križni put sa svetom Maravillas od Isusa, zakladasvetamaravillasodisusa.hr